# Microdytes maculatus
Microdytes maculatus är en skalbaggsart som först beskrevs av Victor Ivanovitsch Motschulsky 1859.  Microdytes maculatus ingår i släktet Microdytes och familjen dykare. Inga underarter finns listade i Catalogue of Life.